# Hasim Rahman
Hasim Shariff Rahman, född 7 nov 1972 i Baltimore, USA, är en amerikansk professionell boxare som under två korta perioder, 2001 och 2005–2006, varit världsmästare i tungvikt.

## Boxningskarriär
Rahman blev världsmästare 22 april 2001 då han besegrade mästaren Lennox Lewis på KO i rond 5. Han förlorade sedan sina titlar, WBC och IBF i returmötet med Lewis halvåret senare.
13 augusti 2005 besegrade Rahman Monte Barrett stort på poäng och erövrade därmed den vakanta WBC-titeln ytterligare en gång. Titeln förlorades dock ganska precis ett år senare via en TKO-förlust mot Oleg Maskajev.
Rahman har sedan dess gått ytterligare två matcher om tunga VM-titlar, mot Wladimir Klitschko 2008 och Alexander Povetkin 2012, som han dock båda förlorat.

### Webbkällor
- Rahman på boxrec.com